# Stenetrium spinirostrum
Stenetrium spinirostrum är en kräftdjursart som beskrevs av Nicholls 1929. Stenetrium spinirostrum ingår i släktet Stenetrium och familjen Stenetriidae. Inga underarter finns listade i Catalogue of Life.